# 295
Năm 295 là một năm trong lịch Julius. 

## Sự kiện
•Phân chia hành chính của Đông-Tây La Mã